# Bobsleigh

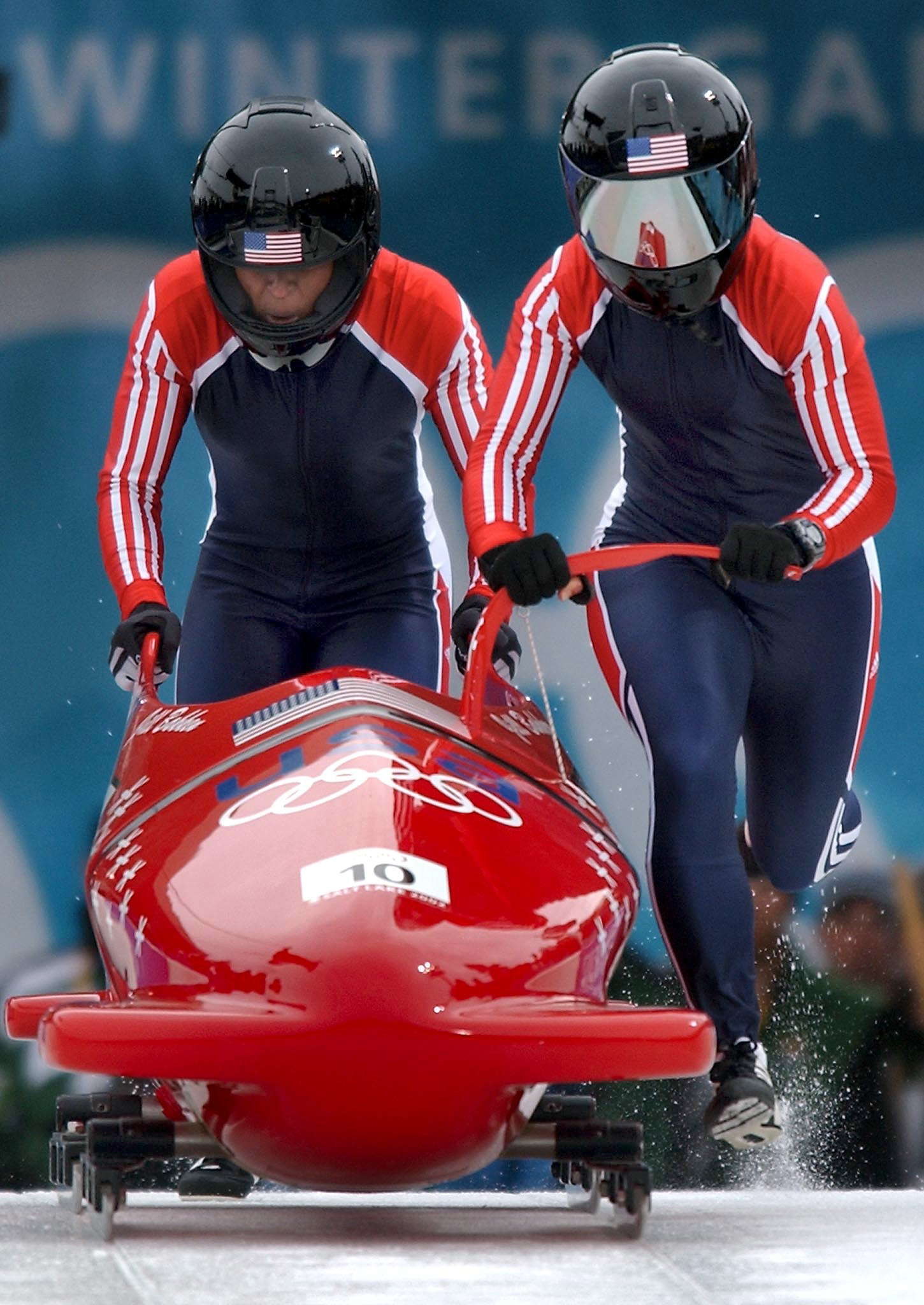
Bobsleigh de dos.

El bobsleigh o bobsled es un deporte olímpico de invierno que, junto al luge (trineo ligero) y al skeleton (trineo simple o sencillo), representa una de las distintas modalidades de descenso en trineo.
Los primeros trineos fueron construidos a finales del siglo XIX en St. Moritz, Suiza, por turistas adinerados de la Gran Bretaña victoriana que se alojaban en el Palace Hotel, propiedad de Caspar Badrutt. Los primeros trineos eran una adaptación de los trineos de reparto para niños y de los toboganes. Con el tiempo evolucionaron hasta convertirse en bobsleighs, luges y skeletons. Al principio, los turistas corrían con sus aparatos hechos a mano por las estrechas calles de St. Moritz; sin embargo, a medida que aumentaban las colisiones, la creciente oposición de los habitantes de St. Moritz hizo que el trineo se prohibiera en las vías públicas. En el invierno de 1884, Badrutt mandó construir una pista cerca de la aldea de Cresta. La pista de Cresta sigue siendo la más antigua del mundo y es la sede del Club de trineo de St. Moritz. Ha albergado dos Juegos Olímpicos de Invierno y en 2022 seguía en uso.
Los equipos modernos de bobsleigh compiten para completar un recorrido cuesta abajo en los tiempos más rápidos. Para determinar a los ganadores se utiliza un tiempo agregado de varios recorridos. La prueba de cuatro hombres se ha disputado desde los primeros Juegos de Invierno en 1924 en Chamonix, Francia. La única excepción fueron los 1960 en Squaw Valley, cuando el comité organizador decidió no construir una pista para reducir costes. La prueba de dos hombres se introdujo en los Juegos de 1932 y la de dos mujeres se disputó por primera vez en los Juegos Olímpicos de Invierno de 2002. La prueba femenina de monobob se introdujo en los Juegos de 2022.

## Historia

### Orígenes

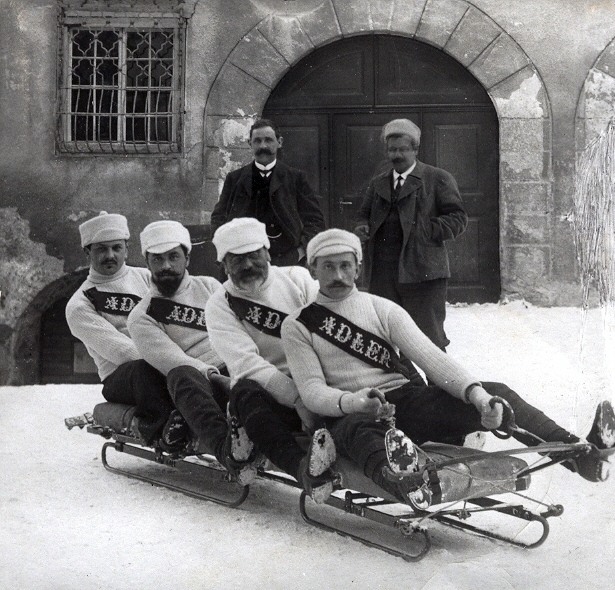
El equipo suizo de bobsleigh de Davos

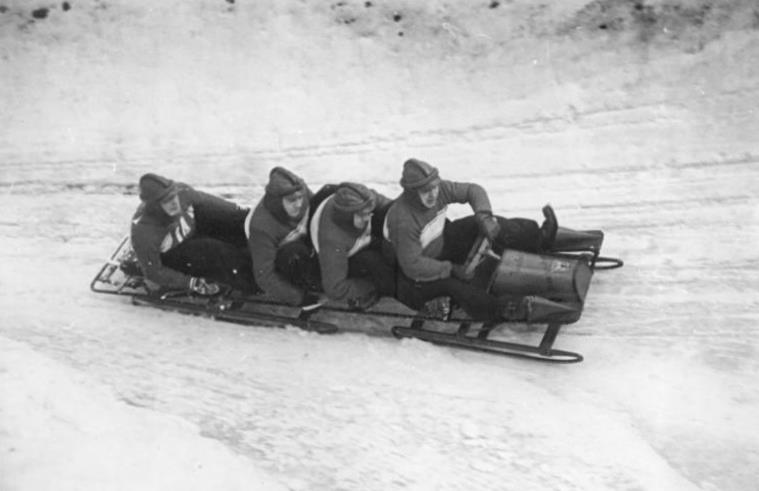
Un bobsleigh de Alemania Oriental en 1951, pista de Oberhof, Alemania Oriental.

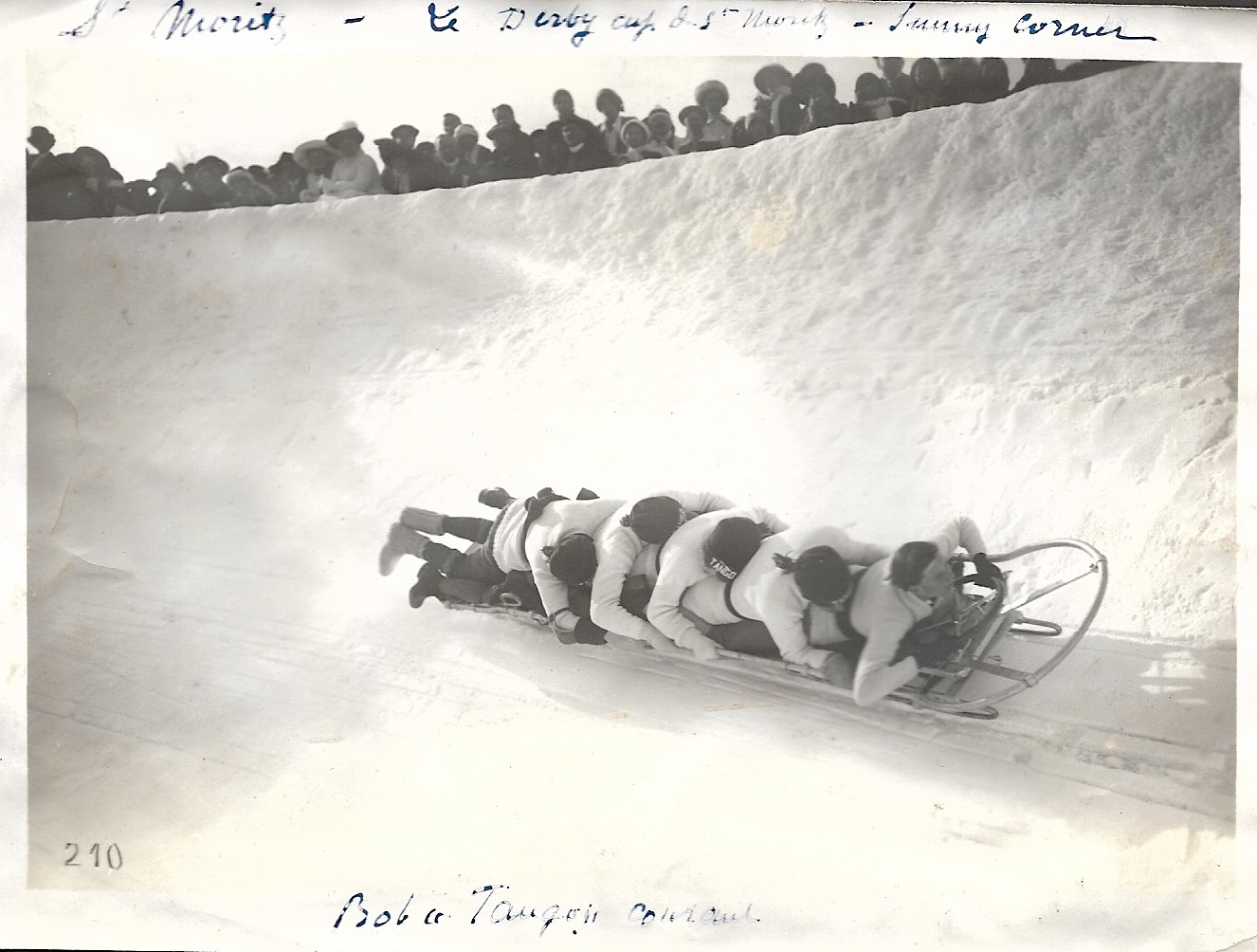
La Copa del Derby de Bobsleigh de Saint-Moritz de 1913; foto de Albert Ewald.

Aunque los trineos sobre nieve o hielo eran populares desde hacía mucho tiempo en muchos países nórdicos, los orígenes del bobsleigh como deporte moderno son relativamente recientes.

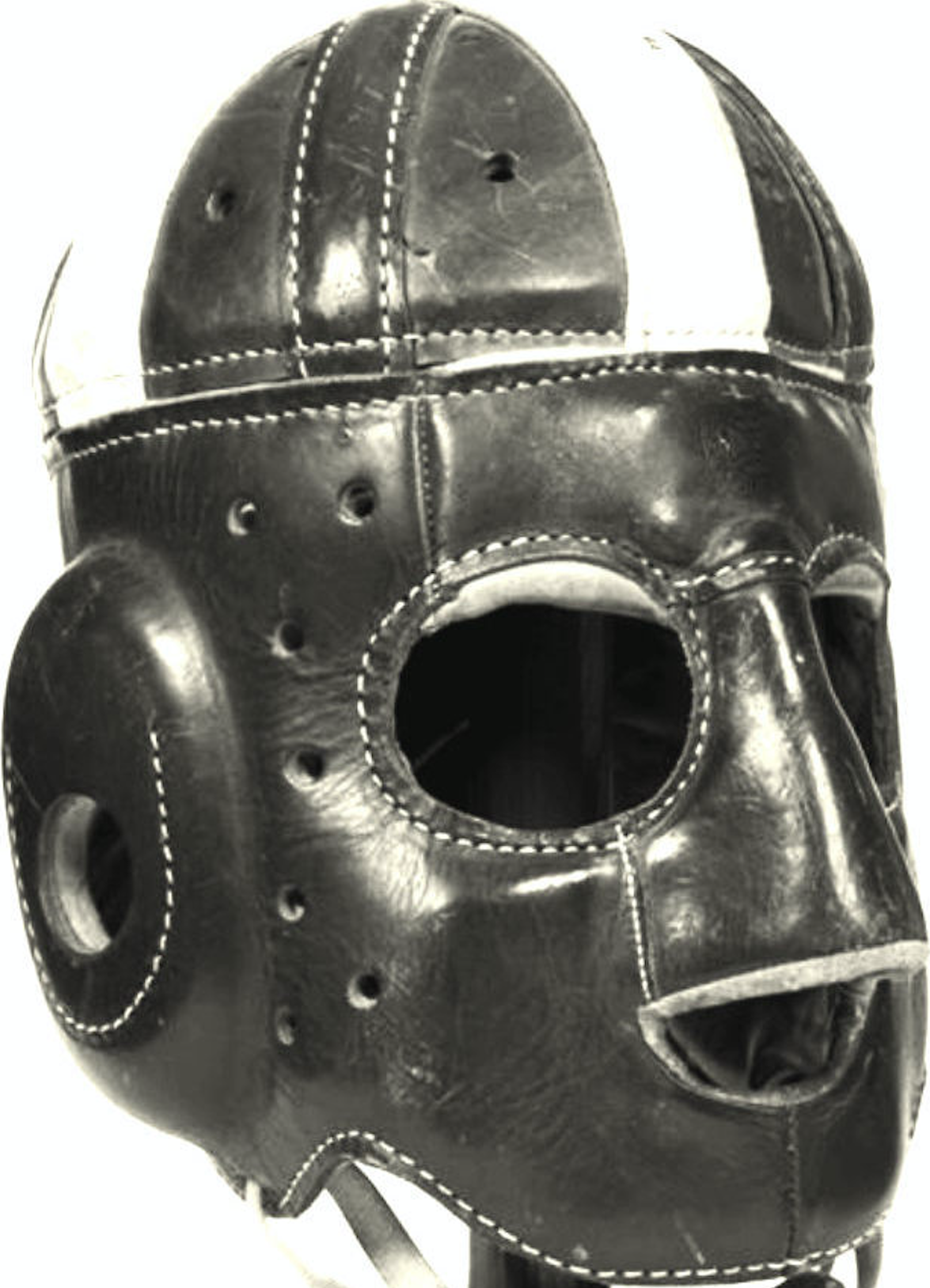
Primera máscara de bobsleigh, parecida a un casco de fútbol americano

Se desarrolló después de que el hotelero Caspar Badrutt (1848-1904) convenciera a algunos clientes ingleses adinerados para que pasaran todo el invierno en su hotel de la ciudad balneario de St. Moritz, Suiza.]]
Se sentía frustrado porque su hotel sólo estaba ocupado durante los meses de verano. Entreteniendo a sus huéspedes con comida, alcohol y actividades, estableció rápidamente el concepto de "estación invernal". Moritz de Badrutt se puso muy de moda en la Gran Bretaña victoriana. Sin embargo, con el aumento del número de personas, esto llevó a algunos huéspedes a buscar nuevas diversiones. A principios de la década de 1870, algunos ingleses aventureros empezaron a adaptar trineos de reparto para niños con fines recreativos.
Sin embargo, cuando empezaron a chocar con los peatones en las heladas callejuelas, callejones y carreteras de St. Moritz, se inventaron "medios de dirección" para los trineos. El bobsleigh (trineo de bobsleigh) básico consistía en dos crestas (trineos de esqueleto) unidas con una tabla que tenía un mecanismo de dirección en la parte delantera. La capacidad de dirección permitía a los trineos hacer recorridos más largos por la ciudad. Los recorridos más largos también implicaban una mayor velocidad en las curvas. La opinión de la gente sobre estas competiciones informales era variada, pero las quejas llegaron a tal punto que Badrutt tuvo que hacer algo. Su solución, a finales de la década de 1870, fue construir una pista básica de hielo natural para sus invitados fuera de la ciudad, cerca de la pequeña aldea llamada Cresta. Moritz, así que no iba a permitir que el aburrimiento indujera a los clientes a no visitar la zona.
Al igual que el luge y el skeleton, su origen se sitúa en los Alpes suizos a finales del siglo XIX. Concretamente, el primer club de bobsleigh del mundo se fundó en 1897 en St. Moritz, Suiza, y desde allí se difundió a otras partes de Europa. Las primeras competiciones que podemos considerar oficiales datan de 1914. La Federación Internacional de Bobsleigh se fundó en 1923.

### Disciplina competitiva
Las competiciones formales comenzaron en la Cresta Run de hielo natural en 1884, que se construyó en una asociación anual entre los huéspedes y la población local. La pista, que aún estaba en funcionamiento a 2014, ha servido como pista anfitriona para skeleton en dos Juegos Olímpicos de Invierno (1928 y 1948). Al ser una de las pocas pistas meteorológicas naturales del mundo, no utiliza refrigeración artificial. No se sabe cuánto evolucionó la pista original en los primeros años a medida que los tres deportes maduraban y se estabilizaban. El primer club se formó en 1897, y la primera pista construida exclusivamente para bobsleigh se inauguró en 1902 a las afueras de St. Moritz. Con el paso de los años, las pistas de bobsleigh evolucionaron de pistas rectas a pistas con curvas y giros. Los trineos de madera originales dieron paso a los aerodinámicos de fibra de vidrio y metal.
La Federación Internacional de Bobsleigh y Skeleton (FIBT) se fundó en 1923. El bobsleigh masculino de cuatro hombres apareció en los primeros Juegos Olímpicos de Invierno en 1924, y el bobsleigh masculino de dos hombres se añadió en 1932. Aunque no se incluyó en los Juegos Olímpicos de Invierno de 1960, el bobsleigh ha figurado en todos los Juegos Olímpicos de Invierno desde entonces. La competición de bobsleigh femenino comenzó en Estados Unidos en 1983 con dos carreras de demostración en Lake Placid, Nueva York, una celebrada en febrero y la segunda durante las carreras de la Copa del Mundo en marzo de 1983. El bobsleigh femenino de dos mujeres hizo su debut olímpico en los Juegos Olímpicos de Invierno de 2002. El bobsleigh también se disputa en campeonatos americanos, europeos y de la Copa del Mundo.
Alemania y Suiza han demostrado ser las naciones con más éxito en bobsleigh, medido por el éxito global en campeonatos europeos, mundiales, de la Copa del Mundo y olímpicos. Desde la década de 1990, los alemanes han dominado la competición internacional y han ganado más medallas que cualquier otra nación. Italia, Austria, Canadá y Estados Unidos también tienen una gran tradición en bobsleigh. 
Los bobsleighs pueden alcanzar velocidades de 150 km/h (93,2 mph), con el récord mundial reportado siendo 157,06 km/h (97,6 mph) establecido el 3 de marzo de 2019 en los Campeonatos del Mundo de Whistler en 2019.

## Origen del nombre
El nombre deriva de la acción que adoptaron algunos de los primeros competidores de balancearse hacia adelante y hacia atrás dentro de sus trineos (sled) para aumentar la velocidad.

## Características

Pictograma de un bobsleigh.

En sus primeras décadas de vida el bobsleigh tenía poco que ver con lo que es en la actualidad, ya que los materiales, el diseño y las pistas han cambiado completamente hasta hacerlo casi irreconocible. Al principio los trineos eran de madera, aunque pronto pasaron a fabricarse de acero.
En el bobsleigh hay tres modalidades, el bobs de 2, el de 4 y el de 6 tripulantes, aunque este último es poco común. Los primeros campeonatos del mundo se celebraron en 1924, solo para el bobs de 4 tripulantes, mientras que en 1931 ya se incluyó el bobs de 2. En los Juegos Olímpicos debutó el bobs de cuatro en la primera edición de los Juegos de Invierno de Chamonix 1924, y el bobs de dos comenzó a disputarse en los de Lake Placid 1932. Desde entonces siempre ha formado parte del programa, excepto en Squaw Valley 1960. Un nuevo avance tuvo lugar en los Juegos Olímpicos de Salt Lake City 2002 donde se incluyeron por primera vez las pruebas femeninas.
Una novedad importante tuvo lugar en 1952, cuando se limitó el peso de los trineos y de sus ocupantes, ya que antes de esa fecha los participantes tenían que tener un gran peso corporal si querían tener alguna oportunidad de triunfo. La nueva norma lo hizo más accesible.
Sin embargo, los principales avances llegaron en el terreno de los materiales, en dos aspectos: los nuevos trineos de acero y fibra de vidrio para cuya fabricación se utilizan los últimos avances tecnológicos en materia aerodinámica, y no menos importante, las pistas artificiales en las que se pueden alcanzar unas velocidades realmente increíbles, con las que nunca hubieran podido soñar los primeros practicantes de este deporte. Las pistas de hielo tienen recorridos estrechos, tortuosos y peraltados, con un número determinado de virajes a derecha e izquierda.
La clave en el bobsleigh, al igual que en el luge y en el skeleton, está normalmente en la salida. Es decisivo que en esos primeros metros los tripulantes consigan la mayor velocidad posible empujando el trineo en esos metros iniciales antes del descenso, por eso deben ser personas fuertes y además rápidas, ya que de la explosividad inicial depende normalmente el resultado. Las diferencias entre los participantes rara vez superan unas pocas centésimas por lo que cualquier pequeño error resulta imposible de recuperar. Aunque el trineo posee un freno, este únicamente se usa al rebasar la línea de llegada. Las velocidades superan con frecuencia los 150 km por hora y los corredores soportan hasta fuerzas 4 o 5 "G".
Las pruebas se disputan en dos mangas, sumándose el tiempo conseguido en ambas, y ganando aquel que totalice menos tiempo. En caso de empate (cosa no infrecuente) no hay ningún desempate sino que se comparte la medalla.
Aunque la seguridad ha mejorado mucho en los últimos años, y aunque los participantes van equipados con casco y trajes especiales, a veces se producen accidentes al salirse en una curva, lo que puede ser muy peligroso, y en varias ocasiones se ha producido la muerte de algún participante.
La dificultad para practicar este deporte está en su alto coste, especialmente de las instalaciones, lo que hace que únicamente se practique en un número muy reducido de países, principalmente de Europa Central y Estados Unidos. Hay muy pocas instalaciones en el mundo, ya que el mantenimiento de una pista exige muchos recursos que difícilmente se compensan con los resultados deportivos o con los servicios que esta preste a otros. Las principales potencias son Alemania, Suiza, Italia y Estados Unidos.
Hace años tuvo lugar un curioso episodio. Unos estadounidenses que estaban de vacaciones en Jamaica presenciaron una competición de trineos sobre tierra muy popular en este país caribeño, y que les recordó vagamente al bobsleigh, y entonces se les ocurrió la idea de preparar un equipo de jamaicanos para competir en los Juegos Olímpicos de 1988 celebrados en Calgary, Canadá. Así lo hicieron y el equipo de Jamaica participó en esos Juegos Olímpicos, siendo una verdadera atracción sobre todo para los medios de comunicación. Aunque su resultado no fue brillante, este episodio fue motivo para una película de la productora Disney que se tituló originalmente "Cool Runnings" ("Elegidos para el triunfo" en España; "Jamaica bajo 0" en Latinoamérica), estrenada en 1994 con bastante éxito. Desde ese momento Jamaica ha seguido participando en competiciones de bobsleigh de forma habitual, con resultados bastante aceptables, aunque lejos de las potencias internacionales de la especialidad.

## Pistas
Las pistas modernas están hechas de hormigón y son refrigeradas. Se requiere que contengan al menos una recta y un laberinto de múltiples curvas consecutivas. Idealmente deben tener entre 1200 y 1300 metros de longitud y por lo menos quince curvas. Estas pistas de bobsleigh se suelen usar también para skeleton y luge. Las pistas en uso son las siguientes:
| País                    | Ciudad            | Longitud (m) | Caída (m) | Inclinación máxima (%) | Curvas |
| ----------------------- | ----------------- | ------------ | --------- | ---------------------- | ------ |
| Austria                 | Bludenz           | 750          | 43        | 10,5                   | 6      |
| Austria                 | Igls              | 1220         | 98,10     | 14                     | 14     |
| Canadá                  | Whistler          | 1700         | 148       | 20                     | 16     |
| Canadá                  | Calgary           | 1475         | 121,2     | 15                     | 14     |
| Francia                 | La Plagne         | 1507,5       | 124,5     | 14,5                   | 19     |
| Alemania                | Oberhof           | 1354,5       | 93        | 36,4                   | 15     |
| Alemania                | Altenberg         | 1413         | 122,22    | 15                     | 17     |
| Alemania                | Königssee         | 1250         | 117       | ?                      | 12     |
| Alemania                | Winterberg        | 1325         | 110       | 14,5                   | 14     |
| Italia                  | Cesana            | 1435         | 117       | 9,2*                   | 19     |
| Italia                  | Cortina d'Ampezzo | 1350         | 120,45    | 16                     | 11     |
| Japón                   | Nagano            | 1762,3       | 112,5     | 15                     | 13     |
| Rusia                   | Sochi             | 1814         | 124       | 22                     | 17     |
| Noruega                 | Lillehammer       | 1365         | 114,3     | 15                     | 16     |
| Suiza                   | Sankt Moritz      | 1722         | 129       | 15                     | 13     |
| Estados Unidos          | Lake Placid       | 1455         | 107       | 9,8*                   | 20     |
| Estados Unidos          | Salt Lake City    | 1340         | 103,9     | 20                     | 15     |
| Letonia                 | Sigulda           | 1420         | 99        | 9                      | 16     |
| Corea del Sur           | Pieonchang        | 1659         | 117       | 25                     | 16     |
| República Popular China | Yanqing           | 1975         | 121       | 18                     | 18     |

* Inclinación media

## Accidentes con resultado de muerte
| Número | Competidor         | Año  | Pista                                                    | Sección        | Carrera                 | Evento                        | Vehículo         |
| ------ | ------------------ | ---- | -------------------------------------------------------- | -------------- | ----------------------- | ----------------------------- | ---------------- |
|        | Jules van Bylandt  | 1907 | Cresta Run                                               |                | Practice run            |                               | skeleton         |
|        | Oberüberl          | 1911 |                                                          |                | Practice run            |                               | bob de 5         |
|        | Karl Gerloff       | 1933 | Oberhof bobsleigh, luge, and skeleton track              |                | Entrenamiento           |                               | bob a 4          |
|        | Rudolf Gerloff     | 1933 | Oberhof bobsleigh, luge, and skeleton track              |                | Entrenamiento           |                               | bob a 4          |
|        | Reto Capadrutt     | 1939 | Eugenio Monti track, Cortina d'Ampezzo                   |                | Entrenamiento           | FIBT World Championships 1939 | bob a 4          |
|        | Max Houben         | 1949 | Mt. Van Hoevenberg Olympic Bobsled Run Lake Placid       | Shady corner   | Entrenamiento           | FIBT World Championships 1949 | bob a 2          |
|        | Felix Endrich      | 1953 | Riessersee, Garmisch-Partenkirchen                       | Bayernkurve    | Entrenamiento           | FIBT World Championships 1953 | bob a 4          |
|        | Sergio Zardini     | 1966 | Mt. Van Hoevenberg Olympic Bobsled Run, Lake Placid      | Zig-Zag Curves | Entrenamiento           |                               | bob a 4          |
|        | Toni Pensperger    | 1966 | Eugenio Monti track, Cortina d'Ampezzo                   |                | Entrenamiento           | FIBT World Championships 1966 | bob a 4          |
|        | Josef Schnellneger | 1970 | Königssee bobsleigh, luge, and skeleton track, Königssee |                | Entrenamiento           | Austria-Cup                   | bob a 2          |
|        | Luis López Solanes | 1971 | Breuil-Cervinia, Cervinia                                |                | Entrenamiento           | FIBT World Championships 1971 | bob a 2          |
|        | Giuseppe Soravia   | 1980 | Olympic Sliding Centre Innsbruck, Igls                   | Finish         | Entrenamiento           |                               | bob a 4          |
|        | James Morgan       | 1981 | Eugenio Monti track, Cortina d'Ampezzo                   | Finish         | 3.ª eliminatoria        | FIBT World Championships 1981 | bob a 4          |
|        | Imants Karlsons    | 1982 | Olympic Sliding Centre Innsbruck, Igls                   |                | Sesión de entrenamiento | Entrenamiento                 | bob a 2          |
|        | Daniel Oaida       | 1989 | Altenberg bobsleigh, luge, and skeleton track, Altenberg | Curve 4        | Sesión de entrenamiento | Entrenamiento                 | bob a 4          |
| 41     | Peter Förster      | 1990 | Altenberg bobsleigh, luge, and skeleton track, Altenberg | Finish         | Sesión de entrenamiento | Entrenamiento                 | bob a 2          |
| 42     | Yvonne Cernota     | 2004 | Königssee bobsleigh, luge, and skeleton track, Königssee | Echowand       | Sesión de entrenamiento | Entrenamiento                 | bob a 2 femenino |